# 血型性格學說
血型人格理論（英語：Blood type personality theory），或稱血型性格學說等，是一種盛行於日本和韓國等地的偽科學信仰，它指出一個人所屬的血型系統可以預測一個人的性格、氣質和與他人的兼容性。 該理論通常被科學界認為是一種迷信，類似於西方的占星術信仰。
日本發展血型人格指標理論的原因之一是對德國科學家埃米爾·馮·鄧恩 (Emil von Dungern) 的聲稱的反應，即擁有B型血的人是劣等的。 流行的信仰起源於 1970 年代能見正比古的出版物。
儘管已經提出了一些醫學假設來支持血型人格理論，科學界普遍認為血型人格理論是迷信或偽科學，因為缺乏（符合科學標準的）證據或可供（科學式）檢驗的標準。 儘管對血型和性格之間因果關係的研究是有限的，但大多數現代研究並未證明兩者之間有任何統計學上的顯著關聯。 一些研究表明，血型和性格之間存在統計學上的顯著關係，儘管尚不清楚這是否僅僅是由於自我實現的預言。然而，最近使用人工智能的研究證實了血型和性格之間的顯著關係，即使是對性格沒有了解的人也是如此。與此相反，事實證明，人格測試也很難確認顯著的關係。

## 歷史
1900年，奥地利维也纳大学病理研究所的生物学家卡尔·兰德施泰纳，發現了ABO血型系统。隨後，1910至1911年，波兰人希尔斯菲尔德和德国人冯·登格恩发现了ABO血型系统的遗传性。
在昭和年間，這個學說傳入日本。1927年，東京女子高等師範学校（今御茶水女子大學）的教授古川竹二，在學術期刊《心理研究》上，發表一篇論文「基於血型的氣質研究」（血液型による気質の研究），首次提出人類血型與人類先天的性格有關。他的研究引起日本社會的關注與興趣，但是他的研究樣本不到三十個人，在統計學上的可靠性不高。
日本陸軍對他的研究很感興趣，贊助他的研究，希望找出最好的血型組合，來組織軍隊。因台灣霧社事件影響，1932年，古川竹二再度發表論文，研究各族群間的血型差異，希望找出台灣原住民反抗的原因。他認為，參與反抗運動的台灣人以O型居多，他們反抗心較強烈。他建議日本政府，讓日本人與台灣人通婚，以減少台灣人反抗的基因（因日本人A型血最多）。但他的研究結果，受到金澤醫科大學古畑種基教授的質疑，認為缺少科學性，因此逐漸不再流行。
二次世界大戰結束後，1971年，能見正比古出版著作，再度介紹血型與性格間的關係，成為熱門著作。因此，血型性格學說，再度廣泛在日本社會中流行，並外傳至韓國、中國等地。能見正比古去世後，他的兒子能見俊賢設立了「人類科学ABO中心 （页面存档备份，存于）」活動。

## 科學研究
醫學界一般認為血型性格學說缺少可信度，因為在目前的研究中，還沒有發現血型可以影響到大腦神經系統運作，以及影響到思考、人格形成的證據，血型性格學說也沒有提供對於血型如何影響到大腦的科學解釋。然而，2022 年，科學雜誌《自然》發表了三篇關於 ABO 血型和腸道微生物群的論文，表明細菌豐度的差異與抑鬱症和精神疾病存在因果關係。

## 相關流行文化
- 韓國電影《我的B型男友》
- 韓國漫畫《血型小將ABO》
- 日本动画《血型君》

## 延伸閱讀
- PanSci 泛科學：科學·巴萊：霧社事件催生「血型性格說」 （页面存档备份，存于）
- 人類科学ABO中心(Human Science ABO Center) （页面存档备份，存于）（日語）